# أنيا لانغر
أنيا لانغر (بالألمانية: Anja Langer)‏ هي عارضة ألمانية، ولدت في 3 يونيو 1965 في شتوتغارت في ألمانيا.

## وصلات خارجية
- الموقع الرسمي